# Tae-won
Tae-won ist ein männlicher Vorname.

## Herkunft und Bedeutung
Tae-won ist koreanischer Herkunft. 

## Namensträger
- Chey Tae-won (* 1961), südkoreanischer Manager
- Kwon Tae-won (* 1961), südkoreanischer Schauspieler
- Jeong Tae-won (* 1964), südkoreanischer Filmproduzent
- Kim Tae-won (* 1965), südkoreanischer Gitarrist
- Park Tae-won (* 1977), südkoreanischer Fußballspieler